# Slepé rameno
Slepé rameno je označení pro část vodního toku, obvykle řeky, která byla dříve říčním korytem, ale postupně se od něj částečně oddělila nebo toto oddělení způsobil člověk. Koryto slepého ramene je z jedné strany uzavřené a z druhé je spojené s vodním tokem, jehož částí bylo původně.

## Příklady
- Slepé rameno (České Budějovice) u soutoku řek Malše a Vltavy
- Slepé rameno Odry (Výškovice) v Ostravě
- Slepé rameno Odry (Zábřeh) v Ostravě
- Slepé rameno Orlice u loděnice v Hradci Králové
- Slepé rameno Orlice u Stříbrného rybníka v Hradci Králové
- Jesípek - slepé rameno Labe u Hradce Králové
- Staré Labe u Hradce Králové
- Stara Odra - slepé rameno Odry, Polsko